# José Cardoso Pires
Œuvres principales
Ballade de la plage aux chiens
José Augusto Neves Cardoso Pires est un écrivain portugais, né le 2 octobre 1925 à São João do Peso et mort le 26 octobre 1998 à Lisbonne.
Il a reçu en 1982 le grand prix de l'Association portugaise des écrivains (APE) pour la Ballade de la plage aux chiens, en 1991 le prix de l'Union latine de littératures romanes, et en 1997 le prix Pessoa.
Ses deux romans les plus célèbres ont été adaptés au cinéma : Ballade de la plage aux chiens par José Fonseca e Costa en 1987, Le Dauphin par Fernando Lopes en 2002.

## Distinctions
- Grand-croix de l'ordre du Mérite (Portugal)

## Œuvres
- L'Ange à l'encre, 1958
- L'Invité de Job, trad. du portugais par Jacques Frossard, Gallimard, coll. « Du monde entier », 1967
- Le Dauphin, trad. du portugais par Roberto Quemserat, Gallimard, coll. « Du monde entier », 1970
- Ballade de la plage aux chiens, trad. du portugais par Michel Laban, Gallimard, coll. « Du monde entier », 1986 ; coll. « L'Étrangère », Gallimard, 1999
- Alexandra Alpha, trad. du portugais par Michel Laban, Gallimard, coll. « Du monde entier », 1990
- La République des corbeaux, trad. du portugais et préfacé par Jean-Claude Masson, Gallimard, coll. « Du monde entier », 1992
- Lisbonne. Livre de bord. Voix, regards, ressouvenances, trad. du portugais par Michel Laban, Gallimard, coll. « Arcades » no 57, 1998
- De profundis, Valse lente, précédé de Lettre à un ami-nouveau par le professeur João Lobo Antunes, trad. du portugais par Michel Laban, Gallimard, coll. « Du monde entier », 2008